# Ápio Cláudio Cego

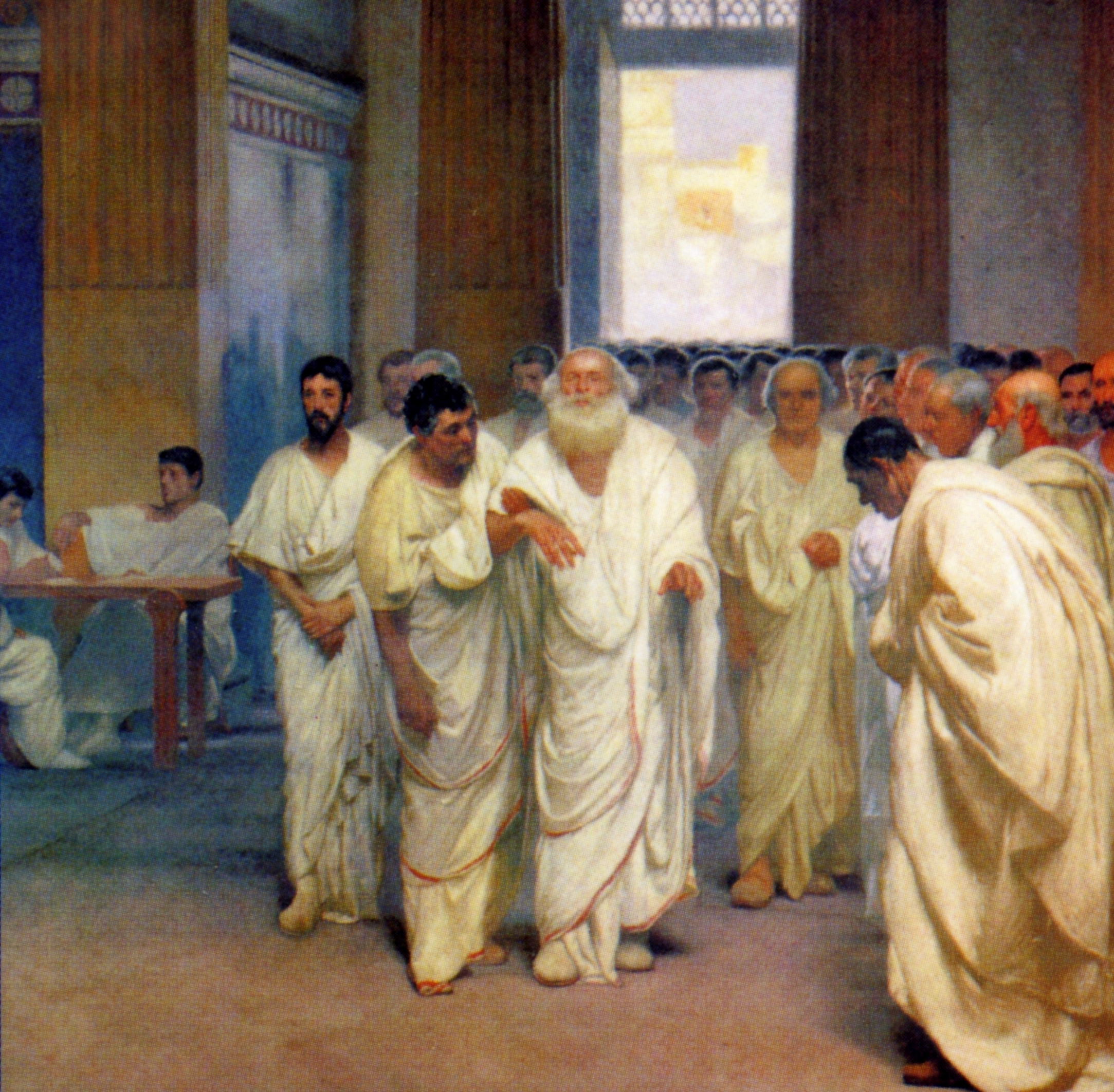

Ápio Cláudio Cego (em latim: Appius Claudius Caecus) foi um político da gente Cláudia da República Romana, eleito cônsul por duas vezes, em 307 e 296 a.C. com Lúcio Volúmnio Flama Violente nas duas vezes. Foi uma figura particularmente importante, caracterizada por uma grande sensibilidade sobre a sociedade grega e que quis demonstrar que a fusão desta com o mundo romano resultaria em um profundo enriquecimento para Roma. Foi o primeiro intelectual latino dedicado à atividade literária e interessado na filosofia, considerada, na tradição romana arcaica, uma atividade inútil e indigna de um cidadão.

## Cego
Segundo a lenda, a cegueira que lhe acometeu em seus últimos anos, da qual deriva seu cognomen "Cego" ("Caecus"), foi provocada pela ira dos deuses por causa da sua ideia de unificar o panteão greco-romano com os celta e germânico.

## Carreira

### Censor (312–308 a.C.)
Ápio Cláudio percorreu um brilhante cursus honorum, passando por todos os importantes cargos públicos e militares. Foi duas vezes edil curul. Em 312 a.C., foi eleito censor, mesmo sem ter sido cônsul antes, com Caio Pláucio Deciano. Mesmo sendo um patrício e membro da alta aristocracia romana, abriu o Senado aos cidadãos dos estratos mais baixos da sociedade, os comerciantes e aos filhos dos libertos. Combatendo os membros mais conservadores da sociedade romana, decidiu também repartir os cidadãos ricos entre as classes previstas no ordenamento centurial levando em consideração sua riqueza além da propriedade de terra.
Com o objetivo de formar um partido popular no Senado, que deveria estar subordinado a ele em seus ambiciosos projetos, preencheu as vagas no Senado com um grande número de membros das classes mais baixas, incluindo filhos dos libertos. Sua lista, foi, porém, abandonada no ano seguinte, no qual recusou-se a deixar o cargo depois dos dezoito meses como prescrevia a Lei Emília, ao contrário de Caio Pláucio, que renunciou. Rapidamente ele começou a elaborar novas listas das diversas tribos e inscreveu nelas todos os libertos, distribuindo-os entre elas para que pudessem predominar em todas elas. Grande parte de suas medidas foram depois anuladas por Quinto Fábio Máximo Ruliano, eleito censor em 304 a.C, com exceção do direito do direito dos censores de elaborar as listas senatoriais, uma atividade antes restrita aos cônsules.
Permaneceu no cargo durante quatro anos.

#### Urbanização

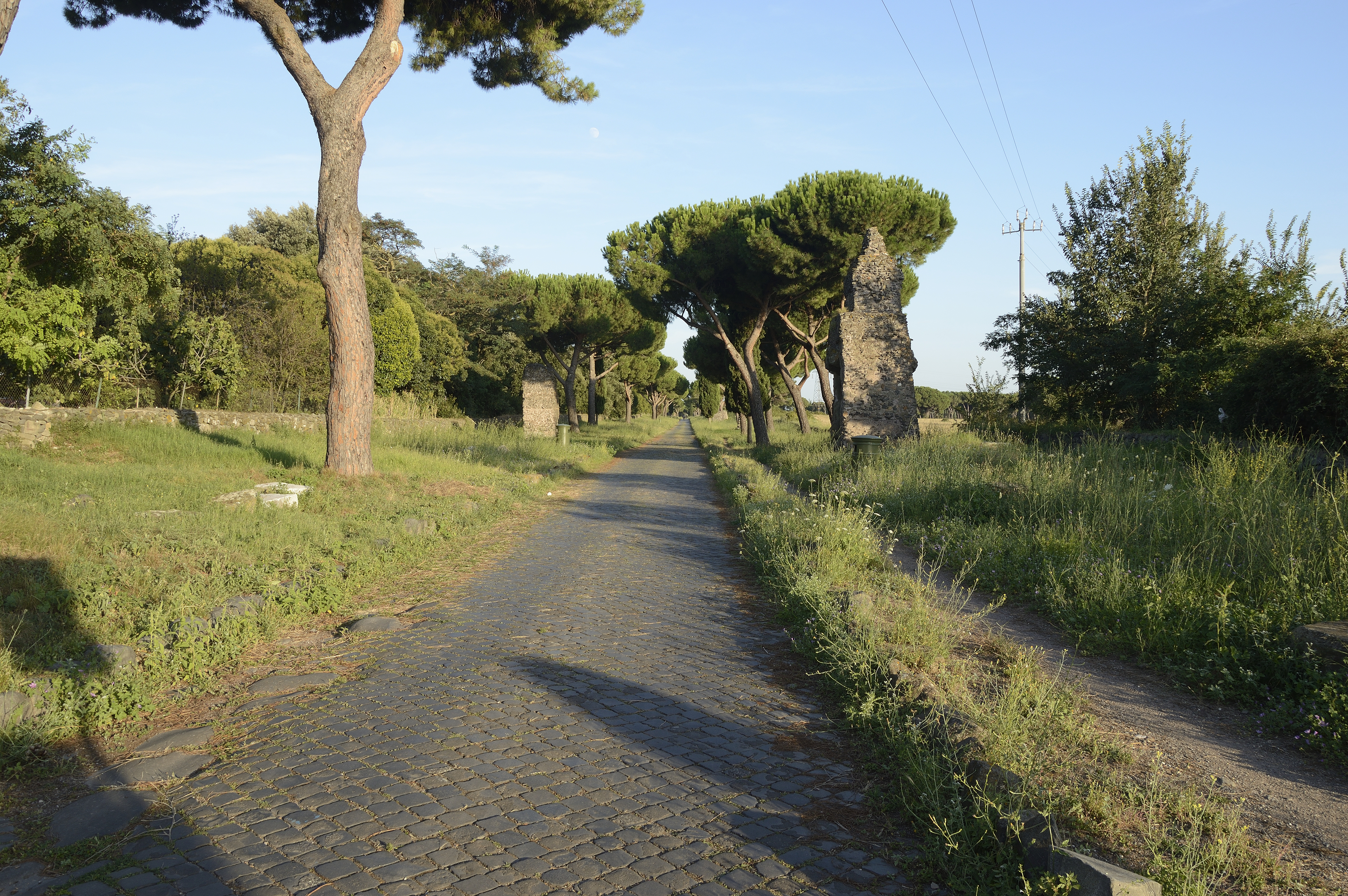
Trecho da Via Ápia perto de Roma, o legado mais duradouro de Ápio Cláudio Cego.

A Ápio Cláudio se deve, principalmente durante o seu longo período como censor, a construção do primeiro aqueduto de Roma, a "Água Ápia" ("Aqua Appia"), na Via Ápia, batizada em homenagem a ele, que a construiu, e que é um sinal do claro traço do interesse de Ápio Cláudio na expansão romana em direção à Magna Grécia (ela liga Roma a Cápua), e do Templo de Belona (este jurado depois de uma vitória em 296 a.C. durante a Terceira Guerra Samnita). Niebuhr conjectura, com certa razão, que, a fim de arrecadar dinheiro para seus projetos, Ápio deve ter vendido grande parte da terra pública romana.

### Primeiro consulado (307 a.C.)
Em 307 a.C., foi eleito cônsul com Lúcio Volúmnio Flama Violente depois de ter tentado, em vão, manter sua censura e ficou em Roma para fortalecer seus próprios interesses enquanto Quinto Fábio Máximo Ruliano, o cônsul do ano anterior, continuava no comando da campanha em Sâmnio e Lúcio Volúmnio lutava contra os salentinos. Promoveu a fundação de colônias romanas no Lácio e na Campânia para que servissem como bastiões defensivos contra samnitas e etruscos.

### Período intermediário (306–295 a.C.)
No ano seguinte, foi um dos mais vigorosos adversários da Lei Ogúlnia, que visava abrir a magistraturas de pontífice e áugure aos plebeus. Por iniciativa sua em 304, foi publicada aos cuidados de seu secretário, Cneu Flávio, o "direito civil" ("civile ius"), o texto com os procedimentos civis ("legis actiones"), chamado Ius Flavianum, e o calendário no qual se distinguiam os dies fasti e nefasti, um conhecimento até então reservado aos pontífices. Em 298 a.C., foi nomeado interrex, um cargo que ocupou três vezes, e, inicialmente, se recusou a receber os votos a um candidato plebeu.

### Segundo consulado (296 a.C.)
Depois que Ápio Cláudio Cego e Lúcio Volúmnio Flama Violente foram eleitos, eles ordenaram que Quinto Fábio Máximo Ruliano e Públio Décio Mus, cônsules do ano anterior, continuassem em Sâmnio por mais seis meses com poderes proconsulares. O exército samnita, liderado Gélio Egnácio, sem condições de permanecer em seu país, ofereceu seus serviços à Etrúria, que aceitou; sob a liderança dele, os úmbrios também se juntaram à coalizão e mercenários gauleses foram contratados. Convocando uma reunião entre todos os líderes etruscos, Egnácio declarou que a guerra pela liberdade era melhor que a paz servil e anunciou sua intenção de atacar Roma, conseguindo o apoio dos etruscos.
Ao receber notícias destes perigosos eventos, o Senado enviou Ápio Cláudio para a Etrúria à frente da Legio I e IX, além de 12 000 tropas aliadas, mas o resultado foi uma série de batalhas inconclusivas. O segundo cônsul para o mesmo ano, Lúcio Volúmnio Flama, estava apoiando os dois procônsules na destruição de Sâmnio quando os lucanos desertaram, influenciados por um apelo do povo comum de Sâmnio. Flama alega ter recebido uma carta de Cláudio pedindo sua ajuda, uma reivindicação depois negada por ele. Enviando Fábio Máximo para tratar dos lucanos, o próprio Flama seguiu para a Etrúria.
Cláudio não ficou satisfeito de vê-lo e ordenou que ele fosse embora, mas foi dissuadido pelos oficiais de seu próprio exército. Os homens realizaram uma votação verbal de magnitude que chegou a criar apreensão no acampamento inimigo e eles se prepararam para o combate. Os romanos partiram imediatamente para aluta, com Cláudio cedendo por não ter mais o que fazer. Os romanos atacaram tão ferozmente com Cláudio à frente, que se posicionou nas primeiras fileiras com seus homens e lutava invocando incessantemente a deusa romana da guerra, Belona, com os braços erguidos para o céu. A luta terminou em uma vitória completa dos romanos, que expulsaram os inimigos de seu acampamento, matando 7 300 e tomando 2 120 prisioneiros.
Enquanto isto, as forças reduzidas de Fábio Máximo e Décio Mus não foram capazes de conter os samnitas, que levantaram um outro exército para invadir e saquear a Campânia. Chegando lá depois de marchas forçadas, Flama soube que o exército samnita estava acampado perto do rio Volturno, já no caminho de volta a Sâmnio. Na Batalha de Volturno, o exército de Flama esperou numa emboscada do lado de fora do acampamento samnita. Ele havia infiltrado-o com espiões nativos na noite anterior, que informaram que os samnitas iniciariam a marcha ao raiar do dia. Ao amanhecer, Flama permitiu que parte do exército marchasse para fora, dividindo suas forças, antes de lançar um ataque com tal ferocidade que logo a batalha passou a se desenrolar dentro do acampamento. 7 400 prisioneiros romanos aprisionados pelos samnitas foram libertados e se juntaram ao combate. No final do dia, os romanos mataram 6 000, tomaram mais 2 500 prisioneiros, incluindo quatro tribunos militares e o comandante, Estácio Minácio, além de 30 estandartes. Eles redistribuíram os espólios capturados aos seus respectivos donos e o que não foi reivindicado foi dado aos soldados. As esperanças samnitas sofreram, nesta batalha, um golpe fatal.
Notícias chegaram em Roma, porém, que Gélio Egnácio havia conseguido levantar um outro exército no norte, composto por samnitas, etruscos, úmbrios e gauleses. O Senado, em ponto de desespero, preparou-se para mobilizar o que restava das forças romanas. Um alistamento de todos os homens, incluindo adolescentes, velhos e filhos de libertos foi determinado. Pela primeira vez, o Senado começou a debater uma despopulação completa de Sâmnio, uma medida que, contudo, jamais foi levada adiante.

### Anos finais
Em 295 a.C., com poderes proconsulares conferidos por mais um ano, Lúcio Volúmnio derrotou os samnitas perto de Tiferno enquanto Ápio Cláudio foi convocado a Roma pelo cônsul Quinto Fábio Máximo Ruliano. Depois da vitória de Fábio Ruliano e Públio Décio Mus na  Batalha de Sentino. Fábio Ruliano deixou o exército de Décio Mus, que foi morto em combate, para vigiar a Etrúria, onde Perúsia ainda continuava em guerra, e seguiu para Roma para celebrar um triunfo. Ápio Cláudio, que estava em Roma, foi então enviado para assumir o exército de Décio como propretor enquanto Fábio Ruliano marchou para enfrentar e derrotar os perúsios. Os samnitas atacaram a região do vale do rio Liris (em Fórmias e Véscia) e do rio Volturno, mas foram perseguidos tanto por Cláudio Cego quanto por Lúcio Volúmnio, que juntaram suas forças e os derrotaram perto de Caiatia, perto de Cápua.
Foi ainda nomeado ditador em 292 a.C. e em 285 a.C.. Foi graças à sua grande habilidade oratória que, num famoso pronunciamento perante o Senado em 279 a.C. contra Cineas, o enviado de Pirro de Epiro, declarou que Roma jamais se renderia. Este é o mais antigo manuscrito conhecido de um discurso político em latim é a fonte da máxima "Cada um é o mestre do seu destino" ("quisque faber suae fortunae"). Ele ainda existia na época de Cícero.

## Literatura
Ao seu nome são atribuídas uma coleção de "Sententiae", máximas de caráter moral e filosófico particularmente apreciadas pelo filósofo grego Panécio, do século II a.C. e considerado "o primeiro livro romano de caráter literário". Segundo uma informação de Cícero, Ápio Cláudio teria sido fortemente influenciado pela doutrina pitagórica, mas atualmente os estudiosos acreditam ser mais provável que suas máximas tenham sido influenciadas pela contemporânea "comédia nova" grega. Na obra, da qual sobreviveram apenas três fragmentos, Ápio Cláudio desenvolvia argumentos variados em todos os campos do conhecimento; particularmente importante foi a solução que ele propôs para alguns problemas da ortografia latina, como a aplicação do rotacismo, que a transformação do "s" intervocal em "r" e a abolição do uso do "z" para indicar o som do "s". É provável que a obra inteira tenha sido escrita em versos saturnianos, como em dois dos três fragmentos sobreviventes:
| Latim: Aequi animi compotem esse ne quid fraudis stuprique ferocia pariat. | Português: Tenha uma mente equilibrada para que não provoque dano ou desonra. |

| Latim: Amicum cum vides obliviscere miserias; inimicus si es commentus, nec libens aeque. | Português: Quando vires um amigo, esqueça as ofensas; mas se acredita que tens um inimigo, não esqueça tão facilmente. |

O terceiro sobreviveu indiretamente através da obra de Pseudo-Salústio e foi alterado em relação à sua forma original.
| Latim: fabrum esse suae quemque fortunae. | Português: Cada um é mestre de seu próprio destino. |

Uma outra obra atribuída a Ápio Cláudio é "De usurpationibus", do século IV a.C., o que não é amplamente aceito entre os estudiosos romanistas.

## Descendentes
Entre seus quatro filhos e cinco filhas estava Caio Cláudio Centão e o primeiro Tibério Cláudio Nero, avô de Tibério Cláudio Nero, cônsul em 202 a.C. Centão foi cônsul em 240 a.C., pai de Ápio Cláudio Cáudice, e avô de Públio Cláudio Pulcro, cônsul em 249 a.C., o primeiro da gente Cláudia a receber o cognome "Pulcro" (em latim: "Pulcher", "belo").
Cícero afirma, em "Pro Caelio", que Ápio Cláudio seria um antepassado severo e desaprovador de Clódia. Ele assume a voz dele numa mordaz prosopopeia na qual Cego estaria furioso com Clódia por ela ter se associado a Célio, um membro da classe intermediária dos equestres ao invés de um patrício. As realizações de Cego, como a construção da Via Ápia e da Água Ápia, são mencionados como tendo sido conspurcados pelos atos de Clódia.